# Ille-et-Vilaine
Ille-et-Vilaine é um departamento da França localizado na parte oriental da região da Bretanha, sua capital fica em Rennes (205000 hab.).
40% da população vive da agricultura. A indústria, a pesca e o turismo são outras áreas de fonte de renda da população.
Além de Rennes, Saint-Malo (45500 hab.) e Fougères (27500) são também importantes cidades.

## Comunas
- Antrain
- Aubigné
- Chauvigné
- Fougères
- Saint-Christophe-de-Valains
- Saint-Hilaire-des-Landes